# Olivier de Blois
Olivier de Châtillon-Blois, né en 1387 et mort le 28 septembre 1433 à Avesnes, membre de la famille noble bretonne des Penthièvre, est comte de Penthièvre, vicomte de Limoges et seigneur d'Avesnes.  

## Contexte historique
La famille des Châtillon-Bretagne, comtes de Penthièvre, prétendant au trône ducal de Bretagne, a été évincée en 1365 à la fin de la guerre de Succession de Bretagne, par la Maison de Bretagne de Montfort. 
Les deux familles ont par ailleurs des intérêts hors de Bretagne et des liens avec la cour de France et la noblesse française (Montfort = Montfort-l'Amaury).

## Biographie

### Origines familiales
Il est le fils aîné de Jean Ier de Châtillon (1340-1404), lui-même fils de Charles de Blois (1319-1364) et de Jeanne de Penthièvre (1324-1384). 
Sa mère est Marguerite de Clisson (1372-1441), fille du connétable Olivier V de Clisson (1336-1407).
Il a trois frères : Jean (1393-1454), Charles (vers 1400-1434) et Guillaume (vers 1405-1455).

### Conflit entre les Penthièvre et le ducJeanV(1420)
Jean V de Bretagne avait fait la paix avec les comtes de Penthièvre, mais ceux-ci n'avaient pas renoncé à régner sur la Bretagne. Invité à une fête qu'ils donnaient à Champtoceaux en 1420, il s'y rend, mais est arrêté sur l'ordre de Marguerite de Clisson, comtesse douairière de Penthièvre, détenu et menacé de mort. Cet enlèvement sans précédent émeut alors les princes européens, mais ne provoque aucune intervention de la cour de France. Mais l'action de sa femme la duchesse Jeanne de France et des barons bretons lui permet de recouvrer sa liberté.
Le château fort de la Roche-Suhart, érigé sur le territoire de Trémuson, occupé par Olivier de Blois, est pris par les troupes du duc Jean V de Bretagne. Le Goëlo est confisqué par le duc Jean V de Bretagne à la suite de son rapt par Olivier de Blois.
Olivier de Blois poursuivi par ses ennemis, se retire dans sa vicomté de Limoges d'où il espérait gagner le Hainaut, mais il est arrêté en cours de route par le marquis de Bade et ne recouvre sa liberté qu'en payant une rançon de 30 000 écus d'or. Il rejoint ainsi ses terres d'Avesnes-sur-Helpe. Il y épouse Jeanne de Lalaing, dame de Quiévrain. Elle meurt le 10 avril 1467 et est enterrée auprès de son mari dans la Collégiale Saint-Nicolas d'Avesnes-sur-Helpe sous un mausolée.
En mourant, il lègue le comté de Penthièvre à son frère Jean de Chatillon.

## Mariages et descendance
Il épouse le 22 juillet 1406 à Arras, Isabelle de Bourgogne, comtesse de Penthièvre (1395-1412). Sans postérité de cette première union, il se remarie après 1428 avec Jeanne de Lalaing fille de Simon IV de Lalaing.
D'une relation avec Anne de Chavigny, il eut Vaudru de Châtillon-Blois[réf. nécessaire] et Marguerite de Châtillon-Blois (1420-1484), qui épouse Brandélis de Caumont. 